# Stálý říšský sněm

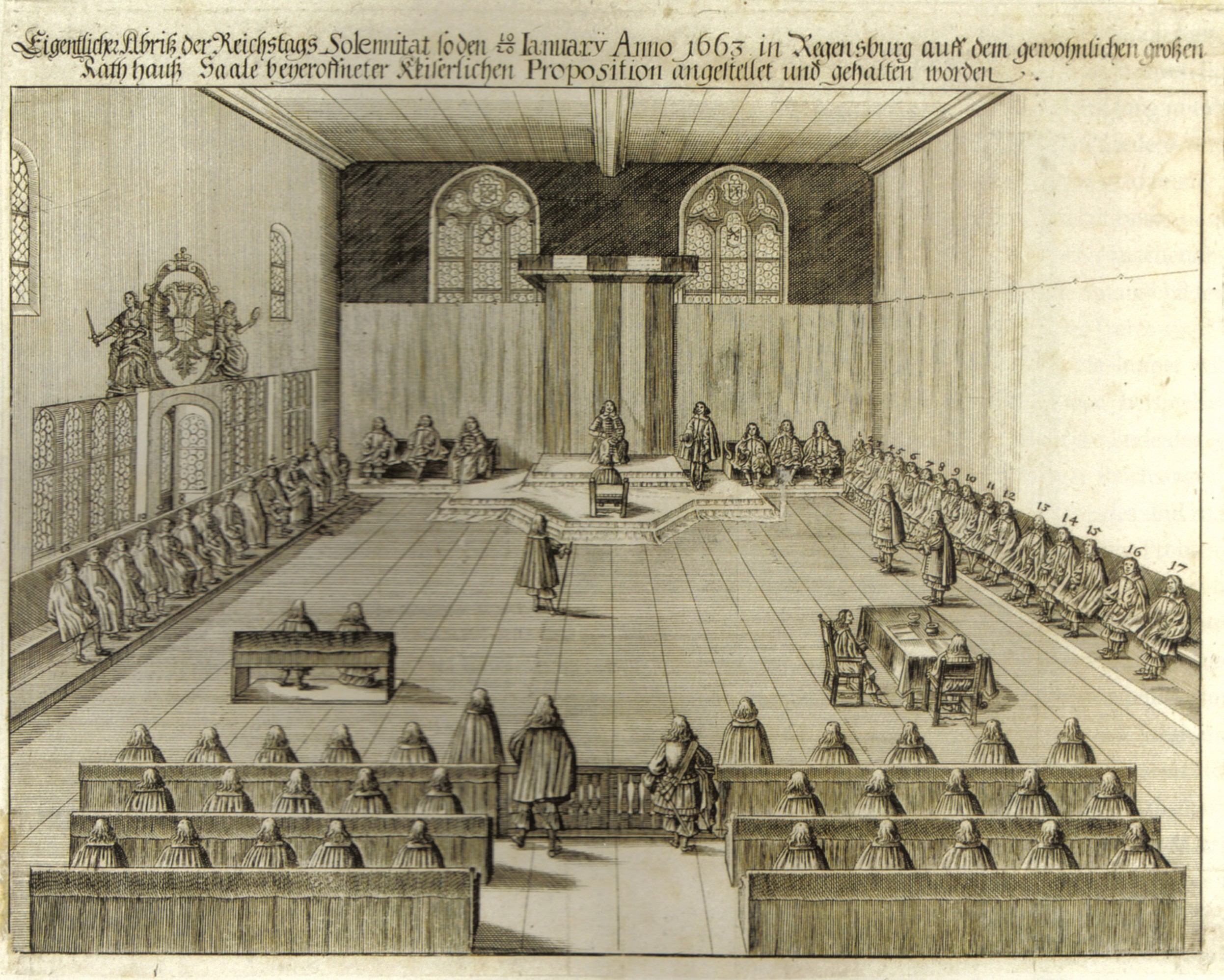
Stálý říšský sněm na mědirytu

Stálý říšský sněm (německy Immerwährender Reichstag) je označení říšského sněmu Svaté říše římské v letech 1663 až 1806 v Řezně.
Ačkoli Říšský sněm zasedal v různých městech, od roku 1594 zasedal výhradně na řezenské radnici, nepřetržitě až do roku puis n'est plus dissoute počínaje rokem 1663, kdy se stal stálým sněmem. Řezno se rovněž stalo sídlem přibližně 70 vyslanců z cizích zemí. Císař zde byl zastoupen hlavním vyslancem (Prinzipalkommisar), tento úřad od roku 1748 zastávali zástupci rodu Thurn-Taxis.
Poslední zasedání Stálého sněmu se konalo 25. března 1803, kdy bylo vyhlášeno Finální usnesení mimořádné říšské deputace, které znamenalo nové uspořádání říše a zároveň předznamenalo jeho faktický konec roku 1806.

## Seznam říšských hlavních komisařů[1]
| 1662–1668:               | hrabě Guidobald z Thun-Hohensteinu, arcibiskup salcburský (1616–1668)                                                        |
| V.-VI. 1664:             | hrabě Adam Lorenz z Törringu, biskup řezenský (1614-1666) (pouze zástupce)                                                   |
| 1668-1669:               | hrabě David Ungnad z Weissenwolffu, rakouský vyslanec u sněmu, zemský hejtman Horních Rakous (1604-1672) (prozatímní)        |
| 1669–1685:               | hrabě Markvart II. Schenk z Castellu, biskup eichstättský (1605–1685)                                                        |
| 1683/84-1688:            | hrabě Gottlieb Amadeus z Windischgrätzu, dědičný nejvyšší štolba ve Štýrsku, diplomat (1630-1695) (principální reprezentant) |
| 1685–1687:               | hrabě Šebestián Jan z Pöttingu, biskup pasovský (1628–1689)                                                                  |
| 1688–1691:               | markrabě Heřman z Baden-Badenu, polní maršál, prezident dvorské válečné rady (1628–1691)                                     |
| 1691/92–1698/99:         | kníže Ferdinand August z Lobkovic, vévoda zaháňský (1655–1715)                                                               |
| 1699/1700/01–1712:       | hrabě Jan Filip z Lambergu, biskup pasovský (1651/52–1712)                                                                   |
| 1712–1716:               | kníže Maxmilián Karel z Löwenstein-Wertheimu (1656–1718)                                                                     |
| 1716–1725:               | vévoda Kristián August Sachsen-Zeitz, arcibiskup ostřihomský a primas uherský (1666–1725)                                    |
| 1726–1735:               | kníže Frobenius Ferdinand z Fürstenbergu (1664–1741)                                                                         |
| 1735–1740/41, 1742-1743: | kníže Josef Vilém z Fürstenbergu (1699–1762)                                                                                 |
| 1743–1745:               | kníže Alexandr Ferdinand z Thurn-Taxisu (1704–1773), generální dědičný poštmistr císařské pošty                              |
| 1745–1748:               | kníže Josef Vilém z Fürstenberg-Stühlingenu (1699–1762) (potřetí)                                                            |
| 1748–1773:               | kníže Alexandr Ferdinand z Thurn-Taxisu (1704–1773) (podruhé)                                                                |
| 1773–1797:               | kníže Karel Anselm z Thurn-Taxisu (1733–1805), generální dědičný poštmistr císařské pošty                                    |
| 1797–1806:               | kníže Karel Alexandr z Thurn-Taxisu (1770–1827), generální dědičný poštmistr císařské pošty                                  |